# Claes Clant
Claes Clant (overleden Augsbuurt (mogelijk), 1570) was een Nederlands bestuurder.

## Biografie
Clant was een zoon van Lubbert Clant en Hermanna Horenken. Clant was een telg uit de familie Clant. Zijn vader Lubbert was burgemeester van Groningen en zijn broer Evert was hoofdeling te Garmerwolde. Claes Clant kocht in 1536 de Harckema Heerd te Augsbuurt, eigendom van de familie van zijn vrouw, Anna Harckema. Dit goed zou later bekend komen te staan als de Clantstate. In datzelfde jaar is hij voor een deel eigenaar van een boerderij nabij Grijpskerk, vermoedelijk ook voormalig Harckema bezit. In 1541 komt Claes ook voor als hoofdeling te Grijpskerk. In 1552 woonde Claes in Kollum. Hij komt in datzelfde jaar voor op een lijst waarop vermeld wordt dat hij een van de bezitters is met een wapenrusting in Kollum.
Clant werd in 1547 benoemd tot grietman van Nieuwkruisland, een gebied dat tussen 1529 en 1542 werd ingepolderd. In 1558 werd hij de tevens grietman van Kollumerland. Dit maakte hem tot de eerste grietman van zowel Kollumerland als Nieuwkruisland. Pas rond de aanstelling van zijn zoon Sicke in 1578 werd de administratie van beide ambten volledig samengevoegd. In 1561 was Claes' zoon Harmen substituut-grietman.
In 1569 deed Clant afstand van het grietmanschap ten gunste van Sierck van Donia. Naast zijn zoon Sicke Clant zou het ambt van grietman van Kollumerland en Nieuwkruisland later ook bekleed worden door zijn achterneef Feye van Scheltema. De Clantstate kwam na Clants overlijden in het bezit van zijn zwager al werd het bewoond door zijn zoon Sicke.

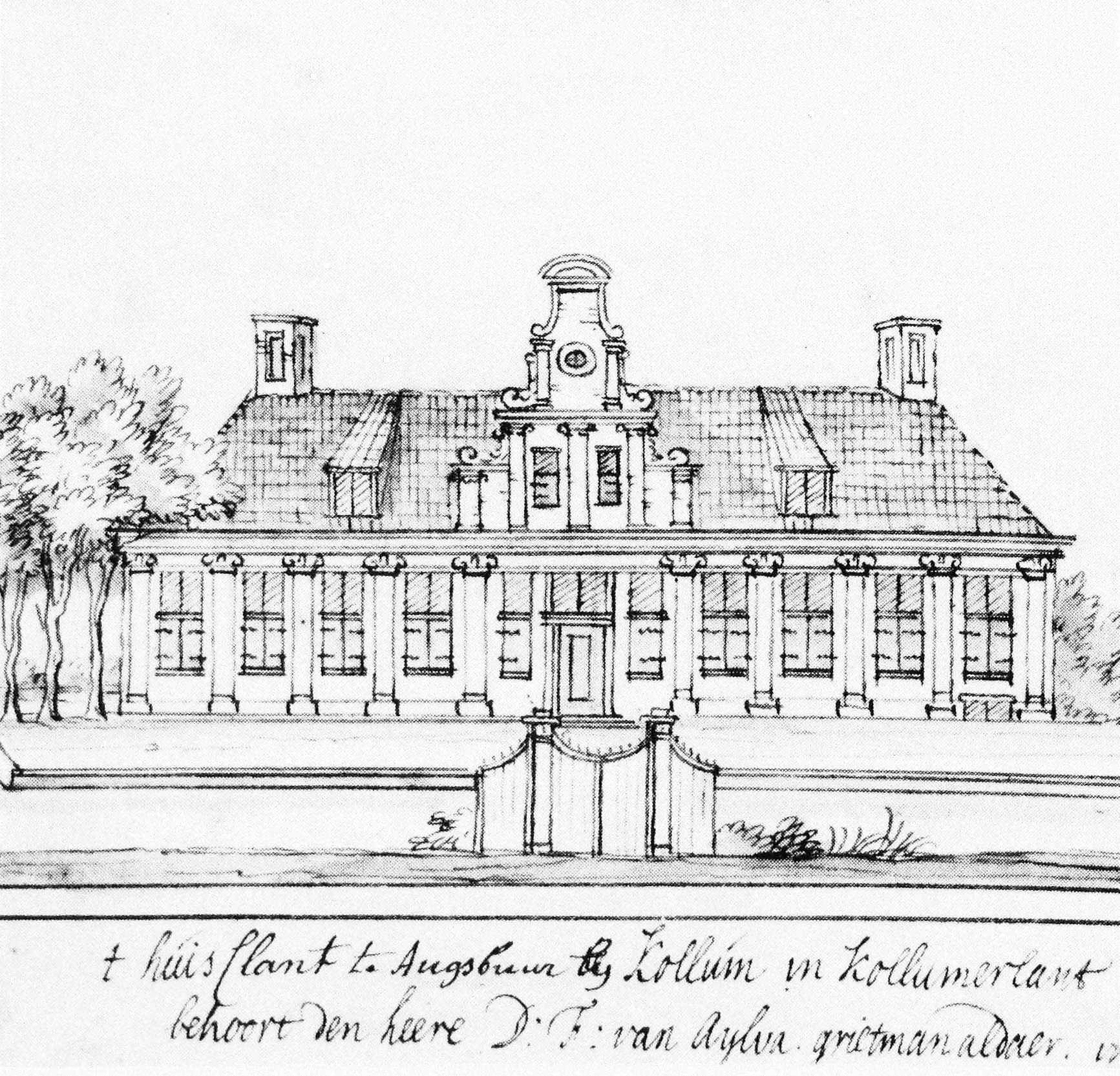
De Clantstate op een tekening van Jacobus Stellingwerff uit 1723.

## Huwelijk en kinderen
Clant trouwde waarschijnlijk op 14 februari 1525 te Groningen met Anna Harckema. Zij was een dochter van Here Harckema, grietman van Humsterland en Langewold, en Teteke Doema. Van dit echtpaar zijn twee zoons bekend:
- Sicke Clant, trouwde met Emerentia Wijfferinge. Sicke was later ook grietman van Kollumerland en Nieuwkruisland.
- Harmen Clant, fungeerde als substituut-grietman onder zijn vader.